# Leandra aptera
Leandra aptera är en tvåhjärtbladig växtart som först beskrevs av Dc., och fick sitt nu gällande namn av Célestin Alfred Cogniaux. Leandra aptera ingår i släktet Leandra och familjen Melastomataceae. Inga underarter finns listade i Catalogue of Life.